# Mycetophila ghanii
Mycetophila ghanii är en tvåvingeart som beskrevs av Shaw 1951. Mycetophila ghanii ingår i släktet Mycetophila och familjen svampmyggor. Inga underarter finns listade i Catalogue of Life.